# Заруба Віктор Якович
Ві́ктор Я́кович Зару́ба — український економіст. Доктор економічних наук. Професор.

## Біографічні відомості
1974 року закінчив Харківський політехнічний інститут (ХПІ), 1977 року — аспірантуру ХПІ.

## Науково-педагогічна діяльність
Працює в Національному технічному університеті «Харківський політехнічний інститут». Декан факультету управління бізнесом (від 1996 року — з часу створення факультету), завідувач кафедри економічної кібернетики та маркетингового менеджменту (від 1997 року — з часу створення кафедри).
Член редакційної колегії українського наукового економічного журналу «Бізнес Інформ».